# Birtavarre
Birtavarre, (Gáivuonbahta en Sami ou Pirttivaara en Kvène), est une localité du comté de Troms, en Norvège.

## Géographie
Administrativement, Birtavarre fait partie de la kommune de Kåfjord.
Birtavarre est situé au fond du Kåfjorden. (L'ancien nom du village est Kåfjordbotn)